# Mary Seacoleová
Mary Jane Seacoleová (roz. Grantová; 1805 Kingston - 14. května 1881 Londýn) byla britská zdravotní sestra, hoteliérka a spisovatelka jamajského původu.
Význam získala jako zdravotní sestra v krymské válce. Poté, co byla odmítnuta britskou vládou i sestrami Florence Nightingaleové, Seacoleová odcestovala na Krym po vlastní ose a navzdory předsudkům a diskriminaci, se kterými se setkala. V Balaklavě si otevřela v roce 1855 Britský hotel mezi přístavem a anglickým táborem. Od té doby sloužil hotel jako důstojnický klub, restaurace a výchozí bod pro péči o nemocné nebo zraněné vojáky.
Po skončení války v březnu 1856 (Pařížský mír) a se dostala do finančních potíží a v červenci se vrátila do Anglie, kde ji oceněnili krymskou medailí. V roce 1857 vydala autobiografii Wonderful Adventures of Mrs. Seacole in Many Lands (Podivuhodná dobrodružství paní Seacoleové v mnoha zemích). Díky válečnému korespondentovi Williamovi Howardovi Russellovi zůstala Mary Seacoleová jakožto matka Seacoleová ještě nějakou dobu ve veřejném povědomí, pak byla pozapomenuta. Od 70. let 20. století se však stala důležitou osobností africké diaspory ve Velké Británii a v roce 2004 byla v anketě BBC zvolena „největší černošskou Britkou“ (Greatest Black Briton).